# Caleta Le Dantec
Die Caleta Le Dantec (spanisch; in Argentinien Caleta Bianchi) ist eine Bucht an der Südküste der Joinville-Insel vor der Nordspitze der Antarktischen Halbinsel. Sie liegt 11 km ostsüdöstlich des Mount Alexander.
Chilenische Wissenschaftler benannten sie nach Fernando Le Dantec Gallardo, Offizier der Piloto Pardo bei hydrographischen Vermessungen dieses Gebiets im Jahr 1971. Der Namensgeber der argentinischen Benennung ist nicht überliefert.